# Wojna o ujście Wisły

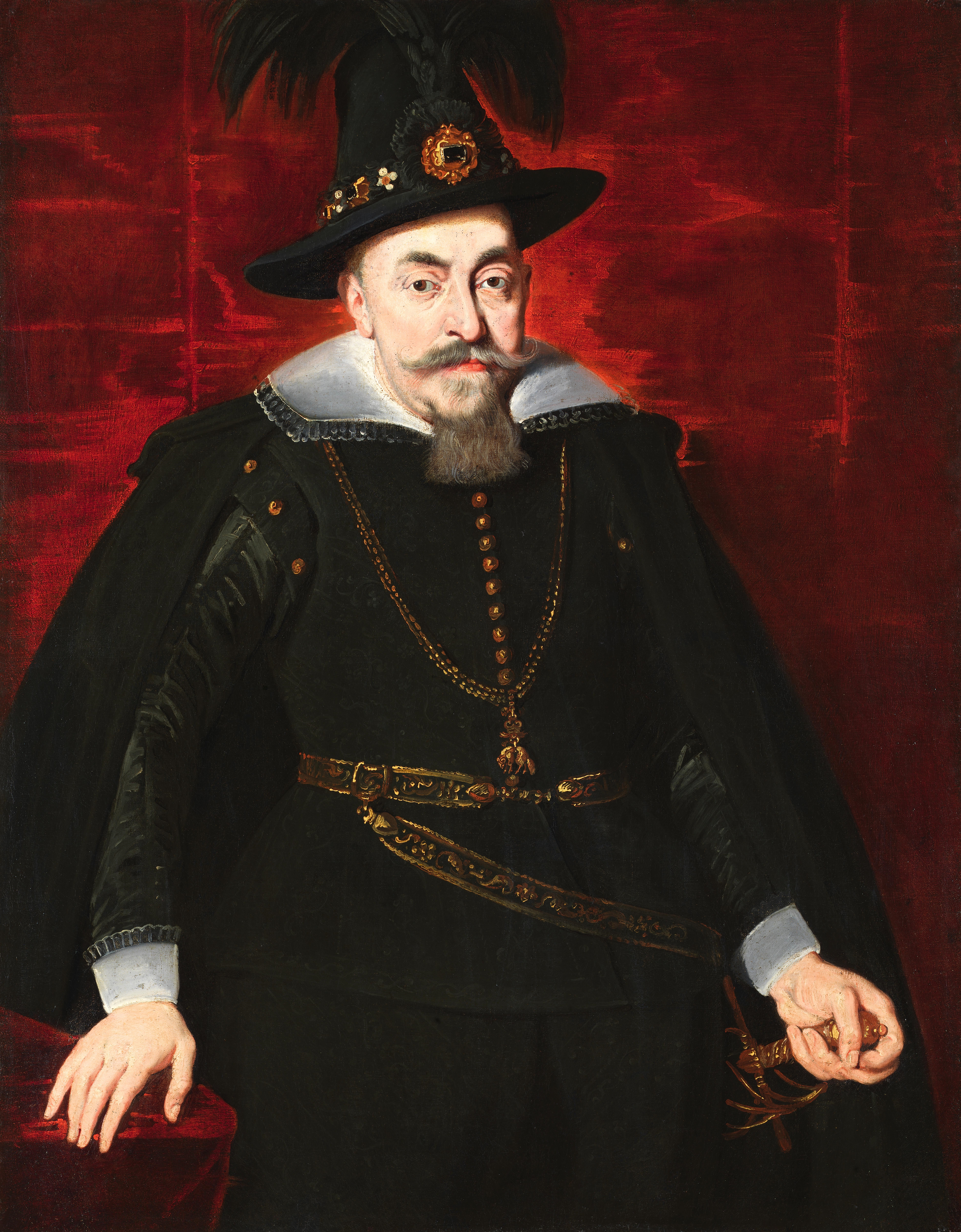
Portret Zygmunta III Wazy pędzla Petera Paula Rubensa z lat 20. XVII wieku

Wojna polsko-szwedzka (1626–1629) zwana także wojną o ujście Wisły  – ciąg starć polsko-szwedzkich w latach 1626–1629 o ujście Wisły, które przyniosły spustoszenie Pomorza i Kujaw. Wojna ta, będąca kontynuacją wojny polsko-szwedzkiej 1621–1626, zakończyła się 6-letnim rozejmem altmarskim, zawartym 26 września 1629 r.

## Szwedzki atak na Pomorze

### Błyskawiczne sukcesy Gustawa Adolfa
Po zwycięskiej kampanii w Inflantach i Kurlandii (wojna polsko-szwedzka w latach 1621–1626) Gustaw Adolf postanowił uderzyć na Pomorze, by zmusić Zygmunta III do zawarcia pokoju, w którym ten zrzekłby się ostatecznie swoich praw do korony szwedzkiej. W tym celu król Szwecji ruszył na czele potężnej floty złożonej ze 125 okrętów i statków transportowych, wiozącej 14 tys. żołnierzy i 6 lipca 1626 roku wraz z 7 tys. żołnierzy (w tym 1 tys. jazdy) wylądował w Piławie. Następnie maszerując w kierunku Gdańska w przeciągu zaledwie 20 dni zajął, przeważnie bez wystrzału, 16 miast, w tym Braniewo (wkrótce z Braniewa Szwedzi wywieźli za morze wielki i cenny księgozbiór jezuitów), Frombork, Elbląg (13 lipca), Ornetę (17 lipca) i Malbork (18 lipca – po zaledwie dwóch dniach oblężenia). Flota szwedzka zaczęła pobierać cło od statków handlowych wpływających do Gdańska. Wkrótce po tych sukcesach Szwedzi przeprawili się przez Wisłę i zajęli Tczew, Gniew i Starogard, a okręty szwedzkie wysadziły desant, który zajął Oliwę oraz Puck. Stacjonujące w puckim porcie polskie okręty zdołały ujść i schronić się w Gdańsku. Wkrótce wojska szwedzkie zajęły Ornetę i Dobre Miasto, a postępy ich powstrzymała dopiero zacięta obrona Pasłęka. Leżąca w widłach Wisły Elbląskiej i Leniwki twierdza Głowa zajęta została przez Szwedów 14 września.
Po bardzo udanym początkowym etapie swych działań Gustaw Adolf główną bazę swych wojsk założył na bogatych w żywność i paszę Żuławach (między Wisłą a Nogatem). Najważniejszym celem armii szwedzkiej stał się teraz Gdańsk, którego opanowanie zapewniłoby Szwecji wielkie dochody płynące z handlu gdańskiego (w latach 20. XVII wieku eksport Polski przez Gdańsk i Królewiec wynosił 5,5 mln talarów, a 80% tej sumy przypadało na Gdańsk). Osaczając Gdańsk Szwedzi umieścili dodatkowo swe siły pod Tczewem i Gniewem.
Gdańszczanie przygotowali się do walki starannie, powołując pod broń milicję i zaciągając za granicą 5 tys. żołnierzy. Miasto posiadało nowoczesne fortyfikacje bastionowe, a jedynym słabym punktem jego obrony była wschodnia część miasta, gdzie znajdował się jedynie kamienny wał przeciwpowodziowy. Przybór wody w Wiśle pozwolił Gdańszczanom na otwarcie śluz i zalanie Żuław, dzięki czemu Szwedzi przez kilka tygodni nie mieli dostępu do miasta. Ponadto wojska gdańskie z pomocą oddziałów koronnych zablokowały Szwedom wyjście z Tczewa i Gniewa oraz zabezpieczyły przeprawy przez Wisłę. Szwedzka ofensywa została na pewien czas zahamowana.

### Sytuacja polityczna zaatakowanej Korony
Rzeczpospolita nie była przygotowana na tak poważną wojnę. Sejm co prawda uchwalił duże podatki, jednak znaczna ich część poszła na spłatę zaległego żołdu i w tej sytuacji konieczna była nawet redukcja liczebna wojska. W sumie armia koronna w chwili szwedzkiego ataku na Pomorze liczyła 34,6 tys. żołnierzy (w tym 18,6 tys. wojsk zaciężnych, 10 tys. wojsk kwarcianych i 6 tys. Kozaków rejestrowych). Z powodu ciągłego zagrożenia tatarskiego (kilkakrotnie atakująca ziemie ukraińskie orda tatarska pobita została pod Białą Cerkwią) znaczna część tych sił stacjonowała na Ukrainie. Dlatego Szwedzi od początku mieli na Pomorzu znaczną przewagę liczebną.

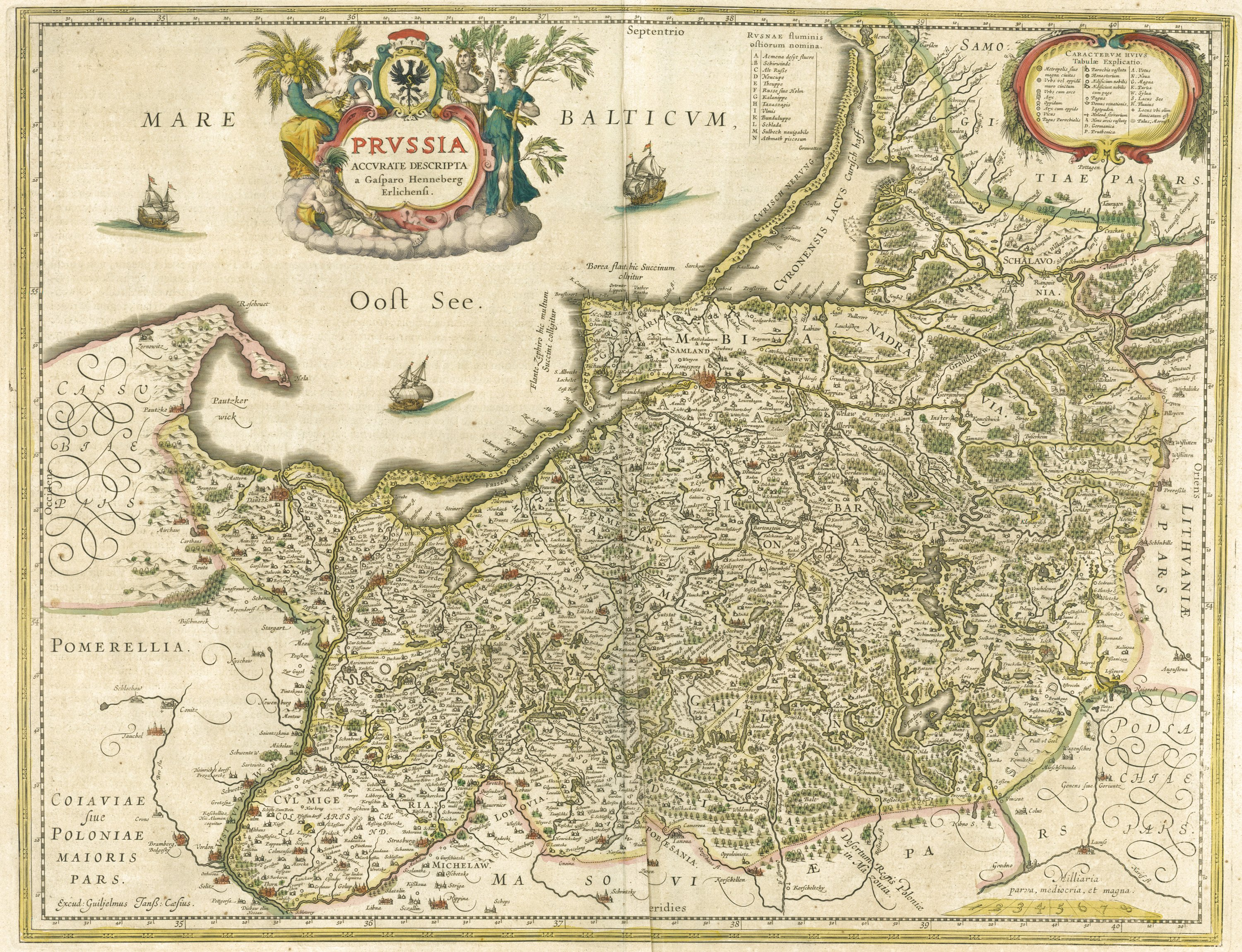
XVII wieczna mapa Prus

Polska została zaskoczona nie tyle samym atakiem, co błyskawicznymi sukcesami wojsk szwedzkich. Obawiano się, że niepowodzenia mogą przyciągnąć żądnych rewanżu za interwencję lisowczyków (Bitwa pod Humiennem w 1619 roku) Węgrów księcia siedmiogrodzkiego Gábora Bethlena, z niepokojem patrzono także na poczynania walczącego wtedy na Śląsku przywódcy niemieckich protestantów hrabiego Ernesta Mansfelda. Obawy wzbudzała również ewentualna postawa Rosji, Turcji i Tatarów. Jednocześnie wewnątrz kraju nie było spokoju, gdyż społeczeństwo szlacheckie było zdecydowanie przeciwne prohabsburskiej polityce Zygmunta III. Przywódcy opozycji – Krzysztof Radziwiłł, książęta Jerzy i Krzysztof Zbarascy, wojewoda kijowski Tomasz Zamoyski oraz wojewoda bełski Rafał Leszczyński nie tylko odmówili królowi pomocy finansowej, ale nawet dążyli do usunięcia go z polskiego tronu. W senacie doszło do sporu związanego ze sposobem dalszych działań. Uważano, że pod wodzą królewicza Władysława należy posłać silny oddział jazdy, który doraźnie powstrzymałby Szwedów, paraliżując ich działania i dając czas na gruntowne przygotowania. Król był jednak innego zdania, uważając, że po zebraniu dużej armii zdoła pokonać najeźdźców i odzyskać utracone pruskie twierdze. Podejrzewano króla, że ten boi się zbyt szybkiego zwycięstwa, które doprowadziłoby do zawarcia pokoju, odbierając sposobność do odzyskania szwedzkiej korony.

### Kontrofensywa wojsk koronnych
Gdy z biegiem czasu okazało się, że żaden z postronnych nieprzyjaciół nie zamierza na razie korzystać z polskich trudności, nastroje społeczne uległy znacznej poprawie, co ułatwiło organizowanie sił do walki z najeźdźcą. W sierpniu rozpoczęła się koncentracja wojsk w Toruniu, gdzie początkowo zebrało się 7 tys. żołnierzy z oddziałów nadwornych, pospolitego ruszenia z Prus Królewskich oraz prywatnych pocztów magnackich. Czekano na wojska kwarciane hetmana polnego Stanisława Koniecpolskiego, który osłaniał Ukrainę przed Tatarami. Na naradzie zaproponowano Zygmuntowi III atak na Warmię, jednak ten obawiał się, że Szwedzi pozamykają się w twierdzach, których z braku artylerii nie będzie można zdobywać. Uważał, że lepiej będzie ruszyć w kierunku Gniewu, co powinno skłonić Gustawa Adolfa do stoczenia bitwy w otwartym polu.

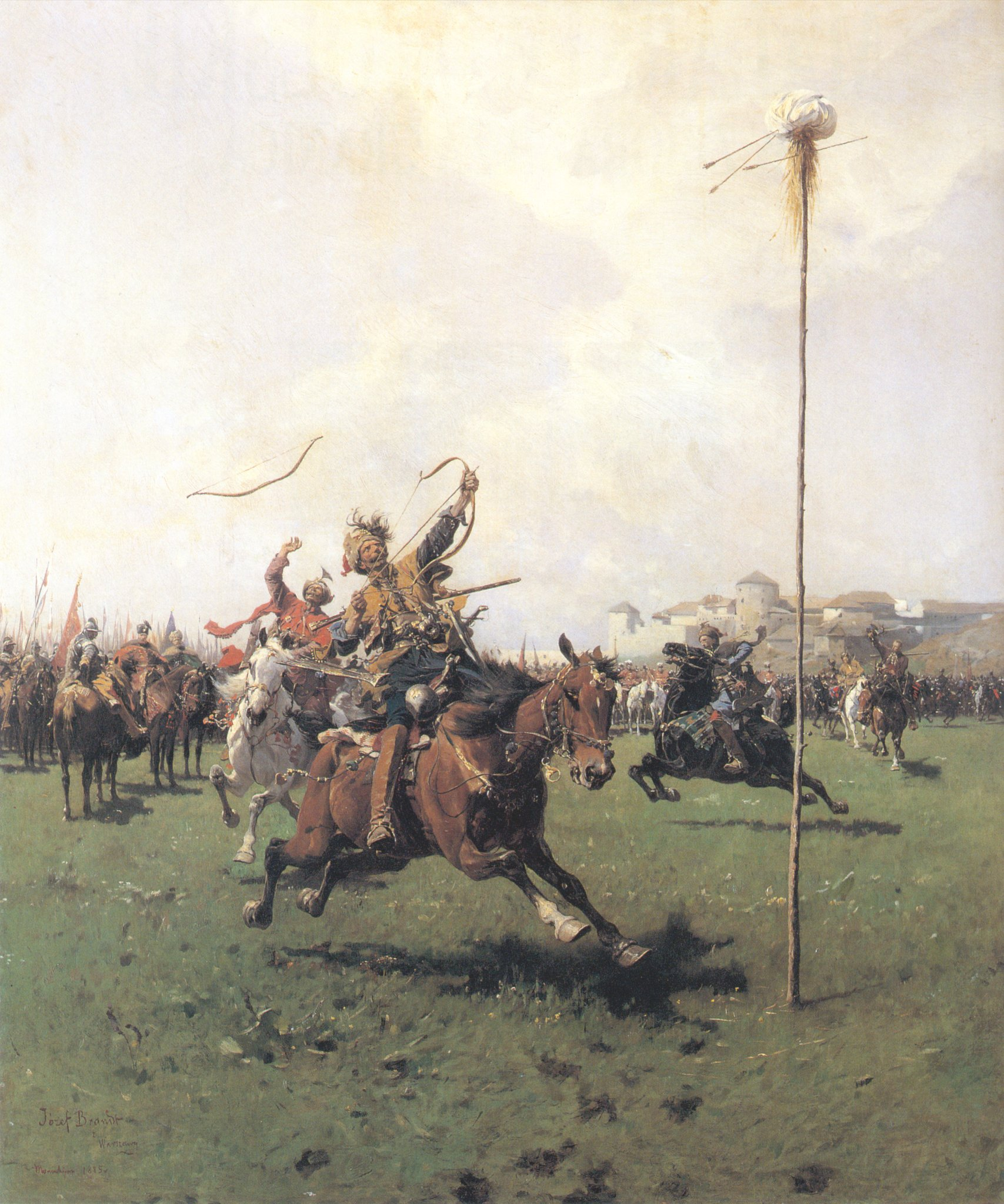
Lisowczycy ćwiczący strzelanie z łuku

Armia królewska ruszyła ostatecznie na Grudziądz, gdzie połączyła się z siłami prowadzonymi przez wojewodę chełmińskiego Melchiora Weyhera. Połączone wojska koronne podjęły próbę odzyskania strat i w sile 12 tys. żołnierzy rozpoczęły we wrześniu oblężenie Gniewu, którego broniła słaba załoga szwedzka. Twierdza ta osłaniała ważną przeprawę na Wiśle. Jednocześnie pod Gdańsk i Puck posłano pułk lisowczyków dowodzony przez pułkownika Mikołaja Moczarskiego z zadaniem rozpoznania sił i zamiarów nieprzyjacielskich. Szykujący się do ataku na Gdańsk Gustaw Adolf po otrzymaniu posiłków zwiększył swą armię do 22 tys. żołnierzy. Dowiedziawszy się o nadejściu armii koronnej natychmiast ruszył w kierunku Gniewu z siłami liczącymi 1700 jazdy, 8150 piechoty i 74 działa. Do pierwszych starć doszło 22 września, ale dopiero 1 października stoczył nierozstrzygniętą bitwę z ponad 11-tysięczną armią Zygmunta III pod Gniewem.
Po bitwie król Polski ruszył do Czarlina (5 km na południowy zachód od Tczewa), gdzie okopał się. Zajęta teraz przez wojska polskie pozycja broniła Szwedom przejścia pod Rokitkami, którędy prowadziła jedyna droga z Tczewa na Gdańsk. Przeprowadzenie nowych zaciągów zwiększyło liczbę muszkieterów i dragonów w armii polskiej, co znacząco zwiększyło jej siłę ognia. W tym czasie Gdańszczanie obsadzili wojskiem przeprawy na Wiśle i rozpoczęli od wschodu budowę brakujących fortyfikacji. Zatem po bitwie sytuacja strategiczna Szwedów pogorszyła się, gdyż wojska szwedzkie zablokowane zostały na Żuławach i w nadmorskiej strefie Prus Książęcych. Polacy natomiast mieli pełną swobodę manewru. Niezwykle trudna była sytuacja szwedzkiej załogi Pucka, która odcięta od reszty swych sił mogła liczyć jedynie na dowóz posiłków i zaopatrzenia po burzliwym Bałtyku. Praktycznie do kwietnia Szwedzi byli odcięci od kraju, gdyż wzburzony Bałtyk nie pozwalał na swobodny dowóz wojska, żywności, amunicji i sprzętu. Widząc, że w tym roku nie ma szans na zdobycie Gdańska, Gustaw Adolf zostawił dowództwo nad siłami szwedzkimi w Prusach kanclerzowi Axelowi Oxenstiernie, a sam udał się do Szwecji by organizować nową armię.
21 października przybył do obozu w Czarlinie hetman polny koronny Stanisław Koniecpolski wraz z częścią wojsk kwarcianych (główne siły tych wojsk nadciągnęły z Ukrainy 3 listopada) i objął naczelne dowództwo nad walczącymi ze Szwedami wojskami koronnymi. Siły, jakie przyprowadził do obozu hetman, liczyły łącznie 4,2 tys. jazdy, 1 tys. dragonii i 1 tys. polskiej piechoty. Wojska te, zaprawione w trudnych walkach z Tatarami, Turkami i Kozakami, znacznie podwyższyły przeciętny stan wyszkolenia armii. Po tym, jak oddziały litewskie i część oddziałów nadwornych odeszły do Inflant oraz po rozwiązaniu niektórych jednostek cudzoziemskich, którym zakończył się kontrakt, Koniecpolski miał pod swoimi rozkazami 11 tys. żołnierzy, w tym 6 tys. jazdy. Ponadto Gdańsk miał 5 tys. żołnierzy zaciężnych, którzy jednak głównie zajmowali się obroną miasta i okolic. Stojący naprzeciw wojsk polskich Oxenstierna dysponował siłami liczącymi 21 tys. żołnierzy, z których 7-8 tys. stanowiły garnizony zdobytych miast i twierdz.

### Inflanty

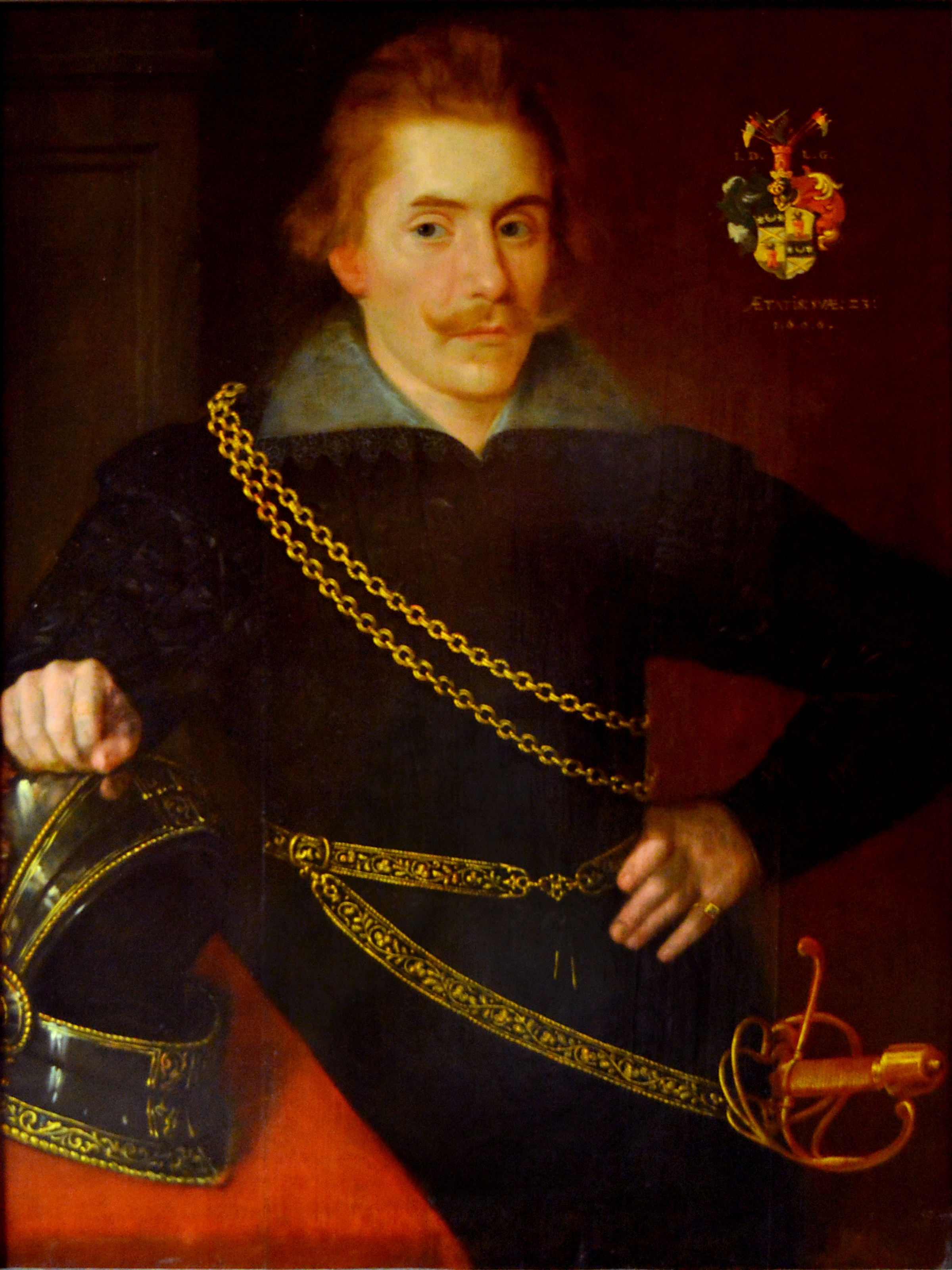
Jakub de la Gardie

Gdy w połowie czerwca wygasł rozejm szwedzko-litewski na nowo wybuchły walki w Inflantach, gdzie nad wojskami radziwiłłowskimi dowództwo objął wojewoda smoleński Aleksander Korwin Gosiewski. Wykorzystał on osłabienie wojsk szwedzkich, z których większość walczyła w Prusach i na Pomorzu i odniósł nad szwedzkimi oddziałami liczne zwycięstwa w polu. Zamierzał nawet stoczyć walkę z głównymi siłami Szwedów, stojącymi w Mitawie, jednak dowodzący nimi generał Jakub de la Gardie nie zamierzał ryzykować bitwy. Litwinom udało się jedynie w okolicach Mitawy wciągnąć znaczny oddział szwedzki w pułapkę, który rozbili zadając mu straty wielkości 130 żołnierzy. Gosiewskiemu udało się ponadto odzyskać kilka niewielkich zamków w Inflantach.
W związku z litewskimi sukcesami Szwedzi jesienią wzmocnili swoje siły na terenie Inflant i przystąpili do kontrofensywy. Pod Zelborkiem Jakub de la Gardie omal nie pobił 30 września wojsk litewskich, którymi dowodził Gosiewski. Tylko osobista interwencja wojewody uratowała Litwinów przed porażką. Wkrótce potem pułkownik Samuel Pac zaatakował pod Kiesią oddziały szwedzkie pułkownika Gustafa Horna, ale został odparty. Wrześniowe niepowodzenia i ciągłe kłopoty z wypłatą zaległego żołdu sprawiły, że Litwini zaczęli myśleć o kolejnym rozejmie. Gdy toczyły się już rozmowy wojska szwedzkie 3 grudnia pobiły pod Kiesią dywizję Gosiewskiego, dzięki czemu odzyskały utracone wcześniej zamki. Litwini zgodzili się teraz na rozejm zawarty 19 stycznia 1627 roku w Baldemojzie, który obowiązywać miał do 11 czerwca 1627 roku.

### Działania w Prusach na przełomie 1626/1627

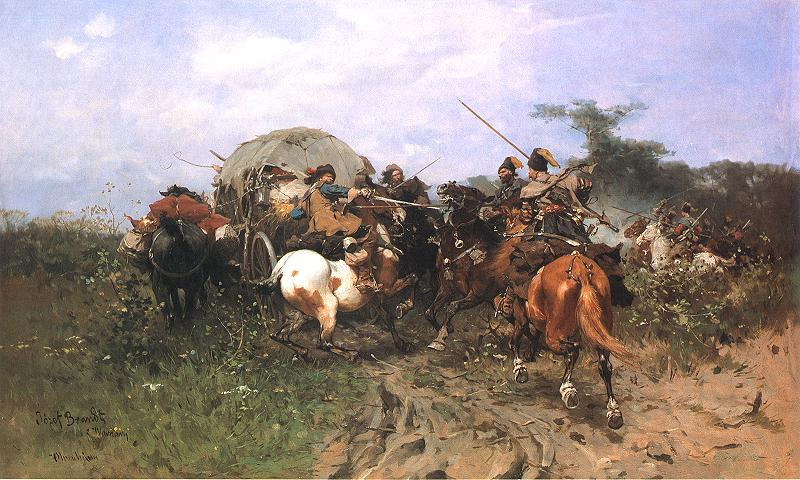
Potyczka ze Szwedami

Koniecpolski, jak tylko przejął dowództwo, natychmiast postanowił wykorzystać wartość bojową i ruchliwość polskiej jazdy i zastosował taktykę, którą poznał walcząc z Tatarami. Szybkie zagony rzucone na szwedzkie linie komunikacyjne i bazy zaopatrzeniowe całkowicie zaskoczyły mało ruchliwe, bo złożone głównie z piechoty, wojska szwedzkie. Pierwsze zagony, które wysłano jeszcze podczas marszu do Czarlina, odebrały Szwedom liczne miejscowości oraz przerwały komunikację między Żuławami, Piławą oraz Braniewem. Komunikacja między szwedzkimi garnizonami była odtąd bardzo utrudniona. Zagony kawaleryjskie wywarły duży efekt psychologiczny na nieprzyjacielu, który miał wrażenie, że przeciwnik jest znacznie liczniejszy niż to było w rzeczywistości. Oxenstierna, będąc przekonanym, że ma do czynienia z co najmniej 20-tysięczną armią polską słał do Gustawa Adolfa alarmujące listy. Śmiała taktyka sprawiła, że zdezorientowani Szwedzi całkowicie oddali inicjatywę i pozamykali się w twierdzach. Korzystając z okresu spokoju Koniecpolski udał się na sejm do Torunia zdając dowództwo w ręce pułkownika Mikołaja Potockiego.

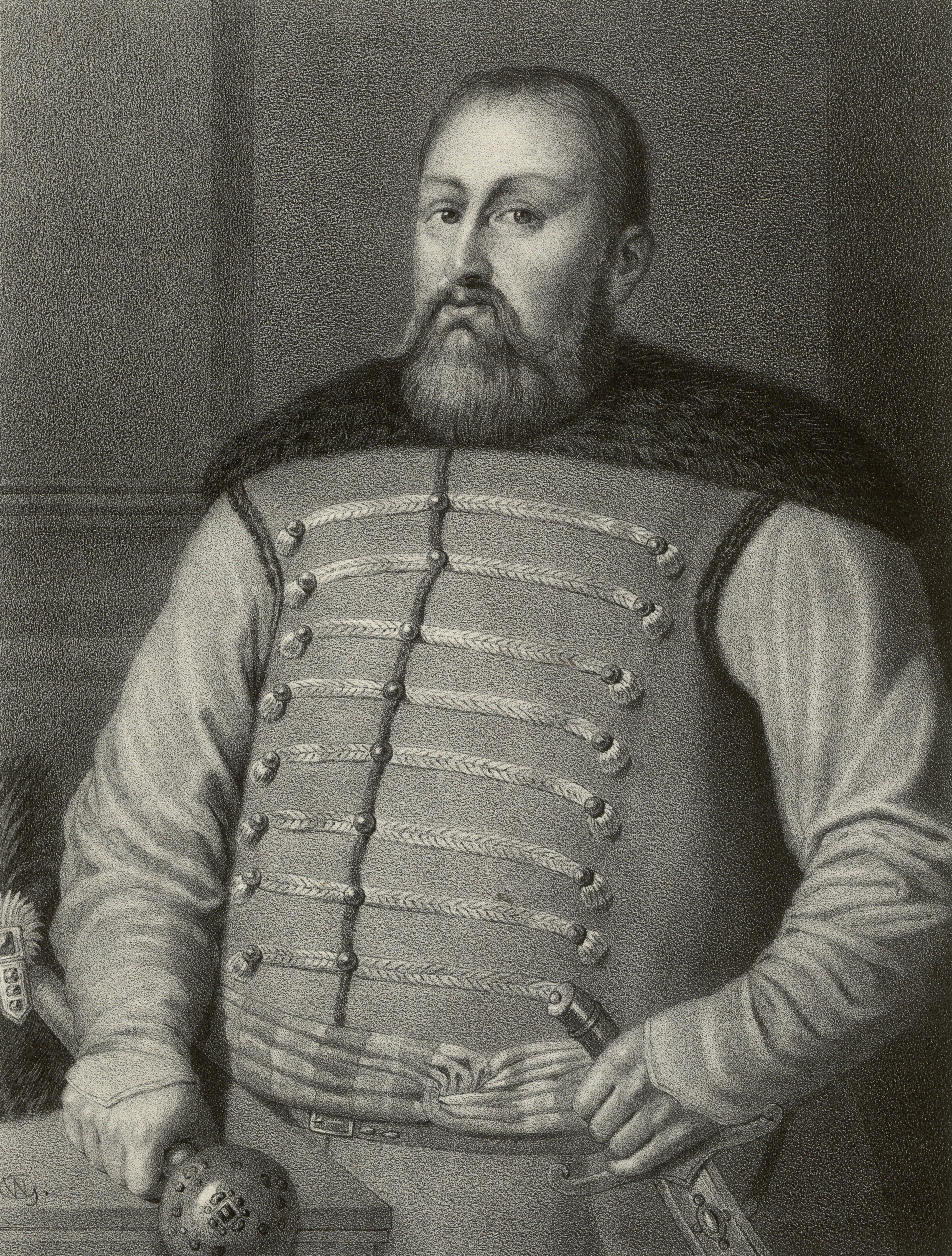
Mikołajowi Potockiemu brakowało jeszcze 10 lat do nominacji na stanowisko hetmana polnego koronnego

Obrady trwające od 10 listopada do 29 listopada zakończyły się uchwaleniem w Koronie i na Litwie łącznych podatków w wysokości 2.2 milionów złotych. Przyszłość miała wkrótce pokazać, jak bardzo posłowie nie docienili kosztów prowadzenia wojny na Pomorzu. Sytuacja materialna wojsk koronnych zimą 1626/1627 uległa pogorszeniu.
Dla odwrócenia uwagi Szwedów od własnych działań na Pomorzu, hetman wysłał grupę Potockiego do Warmii. Tam Potocki zdobył Ornetę. W połowie grudnia próbowano zdobyć Puck szturmem, jednak bez powodzenia, zatem Koniecpolski ograniczył się do blokady tego ważnego miasta. W końcu stycznia 1627 kanclerz Oxenstierna opracował plan dwustronnego ataku na wojska koronne – od wschodu i od zachodu. Pułkownicy Johann Streiff i Maksymilian Teuffel mieli dokonać zaciągów na terenie Meklemburgii, a następnie przedostać się do Pucka lub ruszyć drogą Człuchów – Chojnice – Starogard by uderzyć na obóz polski pod Czarlinem. W tym samym czasie Oxenstierna miał przeprawić swe siły przez Wisłę i uderzyć na Polaków od wschodu. Po zniszczeniu polskich sił pod Tczewem i przybyciu Gustawa Adolfa ze świeżymi oddziałami Szwedzi mieli rozpocząć oblężenie Gdańska.
Obie armie w czasie zimy 1626/27 bardzo ucierpiały z powodu chorób, zimna i głodu. Szwedzka piechota utraciła 35% żołnierzy, rajtaria – 27%, a zaciężni Niemcy i Szkoci – 20%. Niewiele mniejsze straty poniosły wojska koronne. Na Żuławach wybuchł nawet bunt chłopski przeciwko oddziałom koronnym stale grabiącym tamtejsze gospodarstwa. Ostatecznie wiosną 1627 roku Szwedzi mieli 15 tys. – 17 tys. żołnierzy, podczas gdy Rzeczpospolita – 8–9 tys. żołnierzy koronnych oraz 4–5 tys. wojsk zaciężnych Gdańszczan.

## Niepowodzenia Szwedów w 1627 roku

### Zwycięstwo pod Hamersztynem

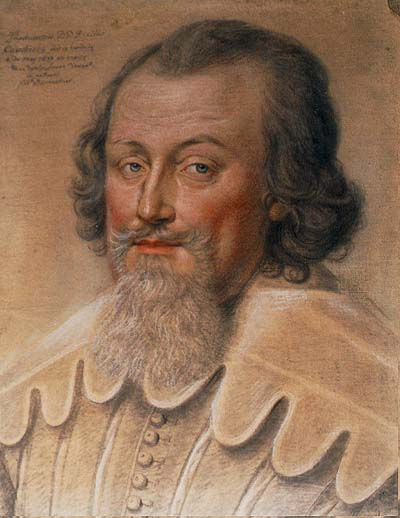
Kanclerz Szwecji Axel Oxenstierna, autor planu podwójnego uderzenia na Pomorze Gdańskie, udaremnionego przez Koniecpolskiego pod Czarnem

Z nadejściem wiosny ruszyły się lody na Wiśle, dzięki czemu spławiono dla polskiego wojska duże transporty z prowiantem. Polepszenie sytuacji żywnościowej umożliwiło Koniecpolskiemu podjęcie energiczniejszych działań. Dzięki współdziałaniu z polską flotą wojenną wojska koronne zdobyły od dawna blokowany Puck 2 kwietnia 1627 roku.
Dwa tygodnie później maszerująca z Meklemburgii grupa szwedzkich wojsk zaciężnych prowadzona przez pułkowników Streiffa i Teufla została otoczona pod Czarnem i zmuszona do kapitulacji, którą podpisano 18 kwietnia. Przy tej okazji siły polskie wzrosły o ponad tysiąc żołnierzy, gdyż na polską służbę przeszło 800 piechoty i 500 rajtarii. Odniesiony sukces miał duże znaczenie polityczne, gdyż pod jego wrażeniem elektor brandenburski stanął teraz po stronie Polski, a Litwa wznowiła operacje wojskowe na terenie Inflant.
Po kapitulacji pod Czarnem wojska koronne ruszyły na Człuchów i Chojnice, by bronić linii Wisły przed siłami Oxenstierny. W tym momencie cały obszar leżący na zachód od Wisły był już całkowicie wolny od wojsk szwedzkich. Gdy Gustaw Adolf wylądował 18 maja w Piławie z nowymi oddziałami, zdał sobie sprawę, że nie może liczyć na szybkie zwycięstwo nad Rzecząpospolitą.
Sytuacja armii koronnej po sukcesie pod Czarnem niewiele się jednak poprawiła, gdyż trudno było utrzymać Koniecpolskiemu dyscyplinę wśród nieopłaconych wojsk. By możliwie szybko zwiększyć swe siły o nowe oddziały zawodowych żołnierzy Zygmunt III uzyskał pozwolenie od cesarza Ferdynanda II na zaciągi w krajach podległych Habsburgom. Cesarz chętnie się na to zgodził, gdyż wolał, by Szwedzi jak najdłużej wojowali w Polsce i nie mieszali się do trwającej na terenie Niemiec wojny (wojna trzydziestoletnia).

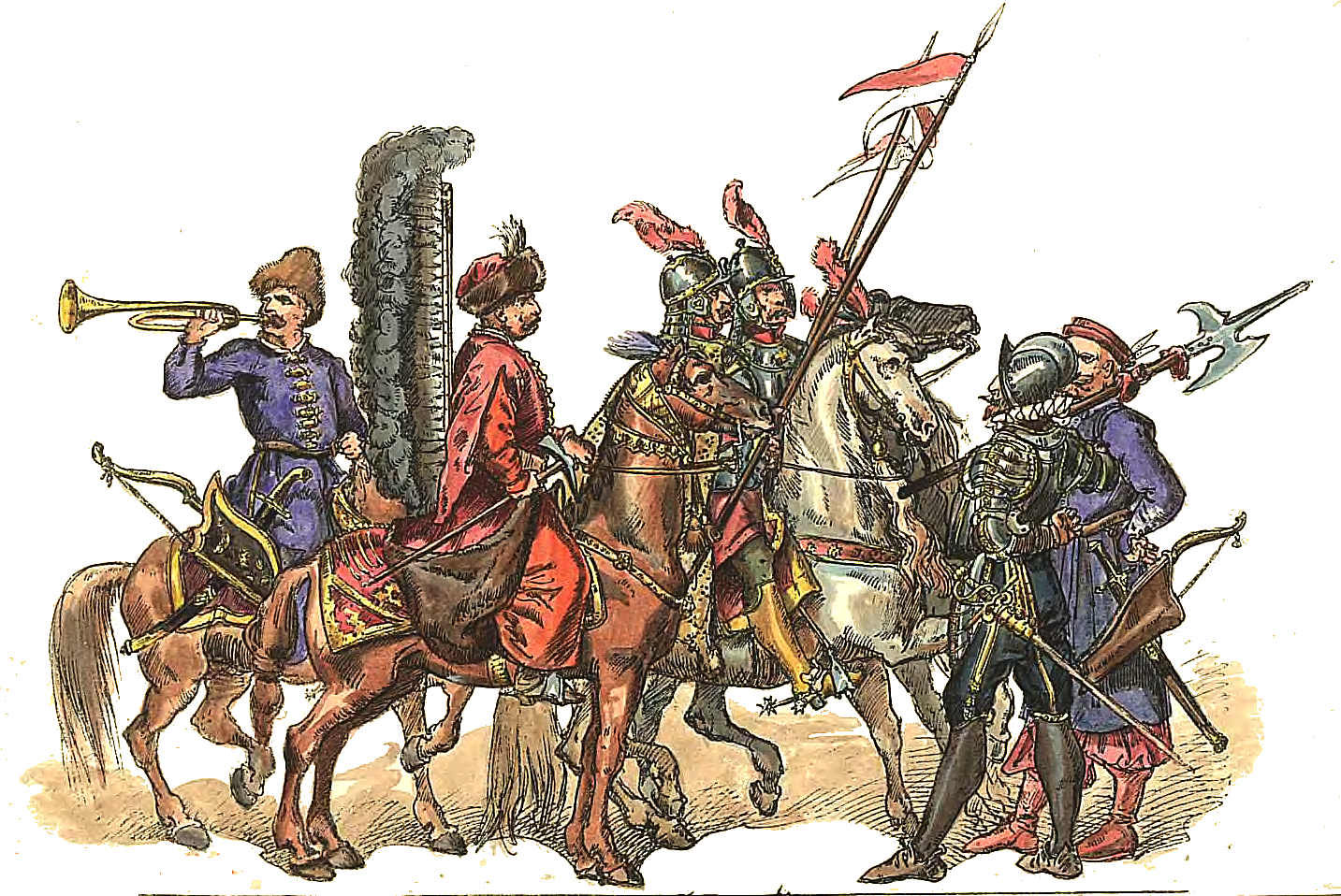
Żołnierze polscy 1588-1632

### Problemy gospodarcze i operacje na morzu
Sytuacja finansowa państwa coraz bardziej się pogarszała. Główną przyczyną było miejsce prowadzenia działań wojennych, które miało szczególne znaczenie dla polskiego handlu zagranicznego. Obroty Gdańska spadły radykalnie – doszło nawet do takiej sytuacji, że wiosną 1627 roku szkuty ze zbożem utknęły pod Grudziądzem z obawy przed wpadnięciem w szwedzkie ręce. Zahamowanie handlu gdańskiego było ciosem nie tylko dla miasta, ale dla całego państwa, którego znaczna część handlu zagranicznego przechodziła przez to potężne miasto. Wstrzymanie handlu gdańskiego miało swoje poważne konsekwencje dla całej Europy, gdyż spowodowało znaczący wzrost cen żywności i towarów leśnych w Anglii, Francji, Holandii i innych krajach zachodnioeuropejskich. Odtąd kraje te zainteresowane były przywróceniem pokoju nad Bałtykiem.
Wiosenne działania niewielkiej floty polskiej charakteryzował stosunkowo duży rozmach. Polskie okręty nie tylko pomogły przy odzyskaniu Pucka, ale także porywały szwedzkie statki handlowe oraz próbowały zablokować port w znajdującej się w szwedzkich rękach Rydze. Gdy jednak 17 maja pojawiła się koło polskich wybrzeży potężna szwedzka eskadra, a następnego dnia druga jeszcze silniejsza, polskie okręty na powrót musiały schronić się w Gdańsku. Koło Łeby doszło nawet do starcia, w którym trzy polskie okręty wojenne i uzbrojona szkuta uderzyły na szwedzkie okręty i po zaciętym boju przebiły się do Gdańska, dając dowód wysokiego poziomu wyszkolenia polskich marynarzy.

### Przybycie Gustawa Adolfa z posiłkami

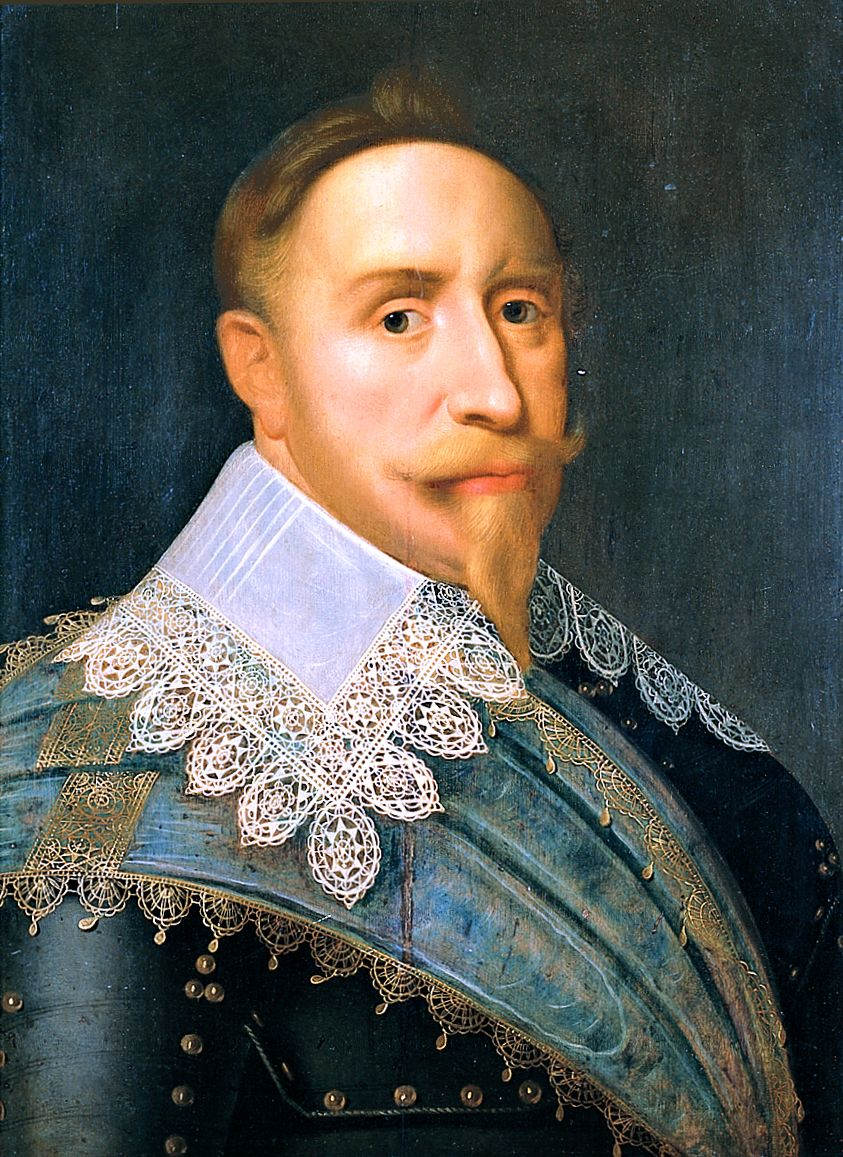
Gustaw Adolf – król Szwecji i jeden z najwybitniejszych dowódców wojskowych w dziejach świata

Obie potężne eskadry szwedzkie, które przepłoszyły polską flotę, przywiozły do Prus Gustawa Adolfa wraz ze świeżymi oddziałami. Po wylądowaniu nowych wojsk w Piławie siły szwedzkie w Prusach wzrosły do 20 tys. żołnierzy, z czego 8,5 tys. stanowiło garnizony zdobytych twierdz. W tym momencie Koniecpolski miał nieco ponad 14 tys. żołnierzy, a Gdańsk – 4 tys. żołnierzy, czyli razem niewiele mniej niż najeźdźcy, jednak armia szwedzka dysponowała ogromną, bo aż 10-krotną, przewagą jeśli chodzi o liczbę dział polowych.
Gustaw Adolf doskonale orientował się w trudnej sytuacji wojsk polskich związanej z niewypłaconym żołdem, co powodowało rozluźnienie dyscypliny. Postanowił to wykorzystać, przeprawić się przez Wisłę i zaatakować Gdańsk. W tym celu nocą z 22 na 23 maja wojska szwedzkie przystąpiły do przeprawy przez Wisłę pod leżącym naprzeciw Gdańska Kiezmarkiem. Na przeciwnym brzegu znajdował się oddział wojsk gdańskich wspartych przysłaną przez Koniecpolskiego piechotą niemiecką. Gdy w ciemnościach nocnych łodzie szwedzkie zaczęły wpadać na siebie, zaalarmowane wojska gdańskie i piechota Koniecpolskiego otworzyły ogień. Gdy Gustaw Adolf podpłynął łodzią do swych żołnierzy, by przywrócić porządek, przypadkowy pocisk trafił króla w biodro, a drugi zranił towarzyszącego królowi hrabiego Thurna. W tej sytuacji Szwedzi zawrócili i zrezygnowali z przeprawy (podczas tej nocnej akcji jedna ze szwedzkich łodzi wraz z całą załogą dostała się w polskie ręce). Próba przerwania polskiej obrony zakończyła się całkowitym niepowodzeniem.

### Próba przełamania polskiej obrony pod Tczewem
W czerwcu król Szwecji skoncentrował pod Tczewem silną armię. By odciągnąć jego siły Koniecpolski posłał Potockiego w kierunku Braniewa, co zagroziło Szwedom odcięciem od Piławy. W takiej sytuacji Gustaw Adolf ruszył na Potockiego i wyparł jego wojska. Zanim armia Gustawa Adolfa wróciła pod Tczew Koniecpolski zmusił 12 lipca garnizon szwedzki w Gniewie do kapitulacji. Gdy kolejna próba przełamania polskiej obrony pod Kiezmarkiem zakończyła się ucieczką zaciężnej piechoty niemieckiej i oddziałów gdańskich, Koniecpolski, by nie dopuścić armii szwedzkiej do Gdańska zmuszony został do bitwy. Bitwa pod Tczewem, stoczona w dniach 17–18 sierpnia 1627 roku dzięki ciężkiej ranie odniesionej przez Gustawa Adolfa była nierozstrzygnięta, przez co Gustaw Adolf kolejny raz musiał zrezygnować z ataku na Gdańsk. Ponadto Szwedom nie udało się zniszczyć armii Koniecpolskiego (co uprzednio planowali) przed przybyciem oddziałów austriackich. Na skutek sierpniowej bitwy działania wojenne na Pomorzu zamarły, gdyż z jednej strony ciężko ranny Gustaw Adolf nie mógł dowodzić wojskami szwedzkimi, które przez to straciły inicjatywę, a z drugiej strony wojska koronne były zbyt słabe, by podjąć jakiekolwiek działania ofensywne.
Gdy jesienią Gustaw Adolf wyleczył ranę, nie zdecydował się na kolejną próbę ataku polskich pozycji pod Tczewem i Kiezmarkiem, ograniczając się jedynie do wypierania wojsk koronnych z Warmii. Wreszcie 26 października przekazał naczelne dowództwo kanclerzowi Oxenstiernie, a sam udał się do Szwecji, by sformować kolejną armię.

### Koniec roku 1627 – Oliwa

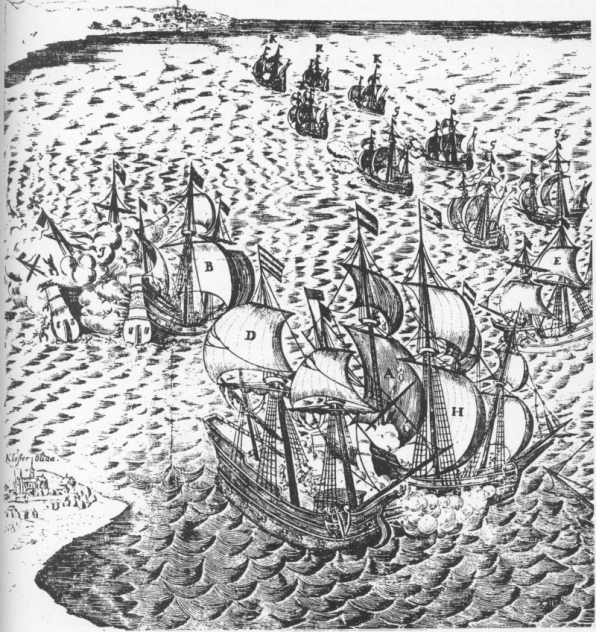
Bitwa pod Oliwą

Działania wojenne w 1627 roku, pomimo szwedzkiej przewagi liczebnej i w uzbrojeniu, niespodziewanie przyniosły więcej korzyści wojskom Rzeczypospolitej, które odzyskały Puck i Gniew oraz zahamowały szwedzką ofensywę pod Tczewem. Szwedom nie tylko nie udało się zdobyć Gdańska, ale nawet nie udało im się doprowadzić do stanu oblężenia. Zniechęcony niepowodzeniami Gustaw Adolf zamierzał teraz wycofać się z Prus i wmieszać się do wojny, która już niemal przez dekadę toczyła się na terenie Niemiec. Król Szwecji za wysokim odszkodowaniem gotów był oddać wszystkie zdobyte w Prusach twierdze, a nawet Inflanty oraz odłożyć spór z Zygmuntem III o koronę szwedzką. Gustaw Adolf zamierzał zawrzeć 30-letni rozejm, a uzyskane od Polski pieniądze zużytkować na wojnę przeciw cesarzowi.
Sejm Rzeczypospolitej zawiódł oczekiwania Szwedów i podjął uchwałę o kontynuowaniu wojny aż do całkowitego wyparcia wojsk szwedzkich ze wszystkich utraconych terenów. Jednak w ciągu 33 dni obrad nie uchwalono odpowiednio wysokich podatków, a także nie przeprowadzono żadnych reform, które usprawniłyby państwo i przez to zwiększyłyby szanse na zwycięstwo. Podczas obrad pojawiła się nawet niebezpieczna dla koronnej i litewskiej magnaterii możliwość ustawowego decydowania większością głosów, udało się jednak do tego nie dopuścić. W takiej sytuacji wyczerpany gospodarczo kraj musiał walczyć ze znakomitą armią Gustawa Adolfa bez odpowiednich środków finansowych oraz bez przeprowadzenia koniecznych reform usprawniających działalność machiny państwowej.
Po tym, jak sejm polski odrzucił szwedzką propozycję rozejmu, zaprzyjaźniona ze Szwecją Holandia odmówiła Gustawowi Adolfowi dalszej pomocy pieniężnej i zażądała zawarcia pokoju z Polską. Na decyzję tę poważny wpływ miał mający dla Holendrów bardzo duże znaczenie handel bałtycki. Przedłużająca się wojna powodowała duże straty finansowe wśród kupców holenderskich, co znajdowało swoje poważne odbicie w dochodach skarbu holenderskiego. W tej sytuacji Gustaw Adolf postanowił kontynuować wojnę własnymi siłami i wymusić na Rzeczypospolitej korzystny dla siebie pokój.
Podczas gdy armia szwedzka walczyła na Pomorzu, port w Gdańsku blokowała silna eskadra szwedzkiej floty wojennej. Wraz z nadejściem jesieni większość szwedzkich okrętów odpłynęła do portów macierzystych, a na redzie portu gdańskiego zostało tylko 6 okrętów dowodzonych przez wiceadmirała Nilsa Stiernskölda. Otrzymał on zadanie utrzymania blokady do grudnia. Szwedzi byli tak pewni swego panowania na morzu, że samo pojawienie się polskiej eskadry wywołało zaskoczenie. Jeszcze bardziej zostali zaskoczeni, gdy dowodzący polską flotą Arend Dickmann wydał rozkaz do ataku. Tym sposobem dość pomyślny dla wojsk Rzeczypospolitej rok 1627 uwieńczyło słynne zwycięstwo floty polskiej pod Oliwą (28 listopada), które zdjęło blokadę portu gdańskiego.
Blokowanie polskich portów przez szwedzkie okręty było dotkliwym ciosem dla polskiego eksportu – na przykład do Gdańska w 1625 roku przybyło aż 1097 statków, podczas gdy w roku 1627 – tylko 150. Redukcja handlu z Europą Zachodnią doprowadziła wkrótce do znacznej obniżki cen znajdującego się w nadmiarze zboża oraz do dużego wzrostu cen towarów importowanych. Do tego pobierający wysokie cło od przybywających do Polski statków Szwedzi obracali zdobyte stąd finanse na potrzeby wojenne. Tak więc szwedzka blokada przynosiła Szwedom dwie korzyści naraz – z jednej strony osłabiała polską gospodarkę, zmniejszając możliwości podatkowe Rzeczypospolitej, a z drugiej strony zasilała uzyskiwanym cłem skarb szwedzki.
W czerwcu 1627 roku wznowiono również działania w Inflantach. Pozbawieni artylerii Litwini nie mogli pokusić się o zdobycie miast, ograniczyli się więc do wojny podjazdowej. Dochodziło głównie do niewielkich potyczek, w których sukcesy, dzięki znacznej przewadze ogniowej, odnosili przeważnie Szwedzi. Największym wydarzeniem roku na tym teatrze była wyprawa pułkownika Gustafa Horna do Semigalii.

## 1628 rok

### Sytuacja walczących stron na początku roku
By zniwelować przewagę techniczną armii szwedzkiej Stanisław Koniecpolski w Koronie oraz Krzysztof Radziwiłł na Litwie przystąpili do doraźnej reorganizacji armii. Obaj starali się zwiększyć siłę ognia swych armii poprzez zaciąg muszkieterów i dragonów. Szczególnie cenna była dragonia, która w razie potrzeby potrafiła szarżować wspólnie z jazdą, ale także potrafiła walczyć jak piechota. Z powodu ograniczeń finansowych (długi państwa wobec armii w końcu 1627 roku doszły do sumy 1250 tys. złotych) przeprowadzane reformy nie mogły być dostateczne. Szczególnie trudno było nadrobić przy braku pieniędzy różnicy dzielącej wojska Rzeczypospolitej i Szwecji w sile ognia artylerii.
Na wiosnę 1628 roku przybyły szwedzkie okręty i wznowiły przerwaną na krótko blokadę polskich portów. W tym czasie podatki do polskiego skarbu napływały bardzo wolno, przez co nieopłacone wojsko zaczęło się burzyć i grozić buntem. Dramatyczny apel Koniecpolskiego do posłów 10 maja 1628 roku odniósł swój skutek i sejm 27 czerwca uchwalił na wojsko wysokie podatki.
Wiosną w roku 1628 wojska Rzeczypospolitej liczyły łącznie 23 tys. żołnierzy, z czego na pruskim teatrze wojennym stacjonowało tylko 8 tys.-9 tys. żołnierzy koronnych oraz 3 tys.-4 tys. żołnierzy miasta Gdańska. Szwedzi, którzy pragnęli możliwie jak najszybciej pokonać Polskę, wykonali ogromną pracę i zmobilizowali potężną armię liczącą łącznie 50,7 tys. żołnierzy. Wiosną w Prusach było jeszcze 19 tys. żołnierzy szwedzkich, ale w szwedzkich portach czekało na transport dalsze 22 tys. żołnierzy. Wojska te wylądowały w Piławie 25 maja, dzięki czemu Gustaw Adolf miał teraz ponad dwukrotną przewagę. Pomimo tej przewagi nie pokusił się o ponowny atak na Gdańsk, lecz zdecydował się na działania dewastacyjne, które miałyby zmusić Rzeczpospolitą do ustępstw i zawarcia korzystnego dla Szwedów pokoju. Król szwedzki nie ograniczał się jednak do działań militarnych, lecz starał się wciągnąć do walki Kozaków, Tatarów, Rosję, Siedmiogród, a nawet protestanckich książąt niemieckich. Jak dotąd jednak na próżno.
Ze względu na krytyczną sytuację Zygmunt III zwołał 27 czerwca nadzwyczajny sejm, na którym ustalono wykaz długów skarbu wobec armii wynoszący 1620 tys. złotych. By temu zaradzić postanowiono zebrać 8-10 poborów, 2 czopowe i podwójną kwartę oraz pogłówne żydowskie. Duchowieństwo zgodziło się na niewielkie subsidium charitativum. Spłata zaległości poprawiła morale armii, nie zmieniła jednak faktu, że Szwedzi wciąż posiadali znaczną przewagę liczebną i techniczną.

### Straty polskiej floty w walkach pod Latarnią
Słabszy liczebnie Koniecpolski prowadził wojnę podjazdową i jednocześnie starał się szkolić oddziały polskiej piechoty tak, by stosowały taktykę podobną do piechoty szwedzkiej. Szwedzi natomiast poważnie potraktowali ostrzeżenie, jakim była klęska ich eskadry w bitwie pod Oliwą i postanowili zniszczyć zarodek polskiej floty wojennej. W tym celu niespodziewanie zaatakowali w nocy na 6 lipca zakotwiczone na Wiśle pod Latarnią polskie okręty i zadali im bolesne straty. W wyniku trafienia pociskiem zapalającym w komorę prochową eksplodował Żółty Lew, ponadto bardzo poważnie uszkodzone zostały Rycerz Święty Jerzy (później zaczął nabierać wody i też zatonął) oraz Król Dawid. Poległa znaczna liczba polskich marynarzy, a wraz z nimi dwaj kapitanowie oraz admirał Grzegorz Fentross. Dwa miesiące później polska eskadra częściowo zrekompensowała sobie lipcowe straty zdobywając w pobliżu Helu potężny okręt szwedzki, który osiadł na mieliźnie.

### Cena za zdobycie Brodnicy

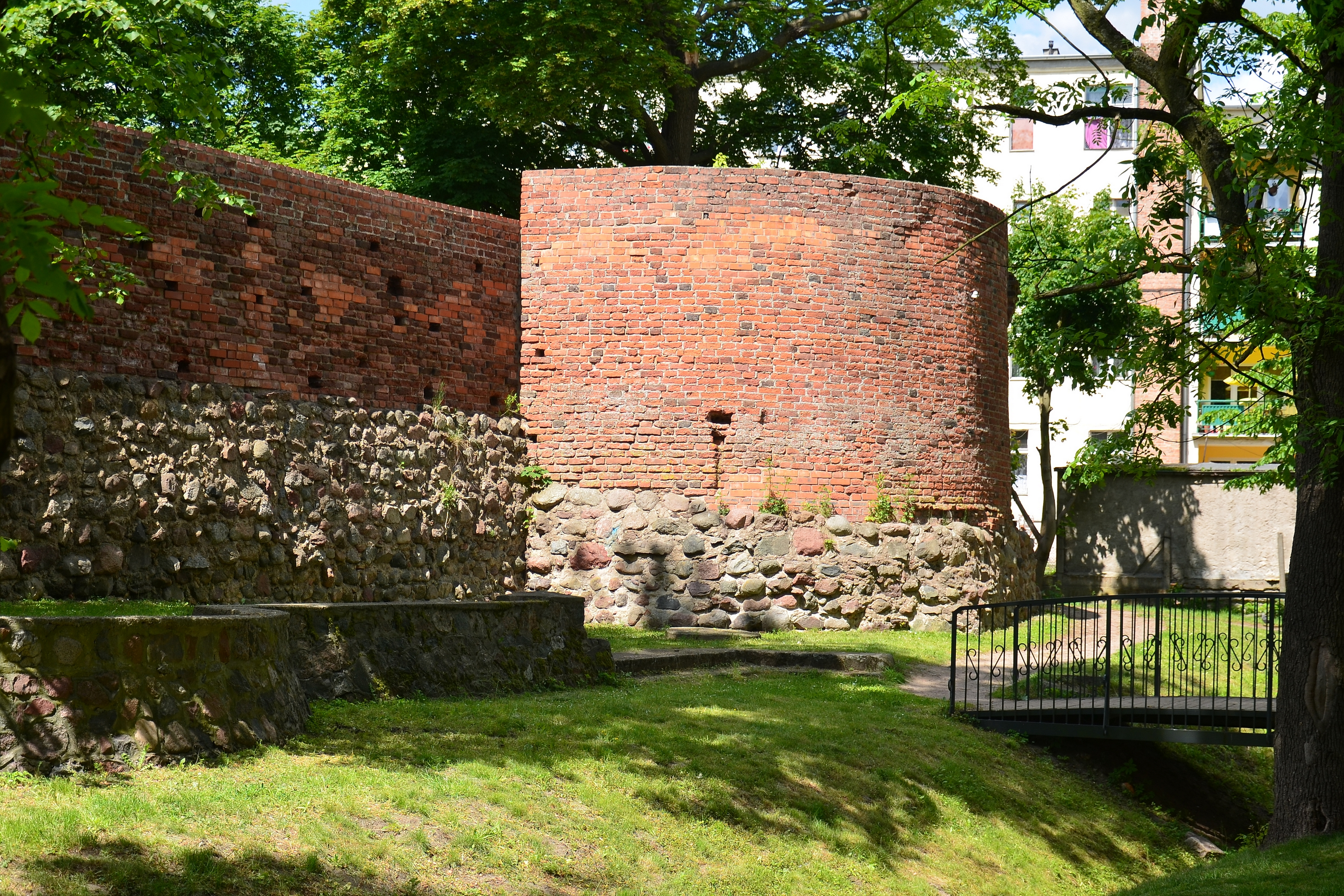
Jedna z zachowanych baszt obok zamku, element murów obronnych Brodnicy

Po udanej akcji pod Latarnią Gustaw Adolf próbował zająć pozycje pod Tczewem, jednak zagony polskiej jazdy okazały się na tyle skuteczne, że musiał przenieść się na Żuławy Gdańskie. W sierpniu ruszył na czele 14 800 żołnierzy w kierunku Grudziądza, by spustoszyć te obszary Pomorza Gdańskiego, których dotąd nie naruszyła wojna oraz ewentualnie zdobyć sam Grudziądz. Zapobiegł temu Koniecpolski, który zatrzymał Szwedów na przeprawach przez Ossę. Doszło tu do kilku starć, lecz żadna z obu armii nie zdecydowała się na generalną bitwę. W końcu 24 września Gustaw Adolf ruszył niespodziewanie w kierunku Brodnicy, którą zdobył (wojska koronne wkrótce przystąpiły do blokady utraconej twierdzy). Sukces ten Szwedzi okupili ciężkimi stratami poniesionymi w odwrocie. Przyczyną była mistrzowsko prowadzona przez wojska Koniecpolskiego „wojna szarpana”. Według relacji jednego z oficerów armii szwedzkiej straty Szwedów od momentu wymarszu znad Ossy przekroczyły 5 tys. ludzi, głównie dezerterów, a wynajęte pułki cudzoziemskie, zniechęcone niepowodzeniami, były bliskie buntu. Dokonane wcześniej przez wojska szwedzkie spustoszenia obróciły się teraz przeciwko nim, gdyż nie mogli znaleźć odpowiednich kwater, a także mieli kłopoty z zaopatrzeniem w środki żywnościowe. Cena, jaką zapłacił Gustaw Adolf za zdobycie Brodnicy była tak wysoka, że mogła zaważyć na dalszych losach wojny – nie doszło do tego jednak, gdyż stan permanentnie nieopłaconego wojska koronnego także nie przedstawiał się dobrze, a żołnierze zgodzili się służyć na kredyt tylko dzięki usilnym perswazjom swego naczelnego wodza.
Jesienią Stanisław Koniecpolski, sądząc że do wiosny nie dojdzie do poważniejszych operacji wojennych, wyjechał z Prus, powierzając naczelne dowództwo nad polskimi siłami staroście kamienieckiemu Stanisławowi „Rewerze” Potockiemu. Celem wyjazdu była wypłata żołdu dla żołnierzy oraz obrady sejmowe – najpierw w Toruniu, a potem w Warszawie. Głównym zadaniem, jakie otrzymał Potocki, było utrzymanie blokady Brodnicy.

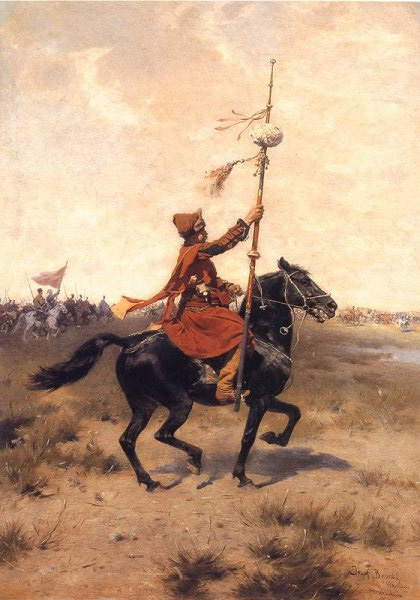
Doświadczenie polskiej kawalerii zdobyte w walkach z Tatarami bardzo się przydało w prowadzonej w Prusach wojnie podjazdowej

Kampania roku 1628, pomimo bardzo dużej przewagi liczebnej i technicznej, nie przyniosła Szwedom spodziewanych sukcesów. Stało się tak dzięki talentom naczelnego wodza wojsk polskich i zastosowanej przez niego skutecznie wojny podjazdowej. Dużą wartość w tego typu działaniach wojennych wykazała polska kawaleria. W Inflantach poza kilkoma niewielkimi utarczkami, stan posiadania Litwinów i Szwedów nie uległ zmianie i wciąż obie strony oddzielone były linią rzek Dźwiny i Ewikszty.

## 1629 – ostatni rok wojny

### Klęska Potockiego pod Górznem
Z powodu zimy walki na przełomie lat 1628 i 1629 niemal całkowicie zamarły. Armia koronna w większości rozproszyła się po kwaterach zimowych i tylko nieliczne oddziały blokowały Brodnicę. Siły koronne (nie licząc Gdańska) liczyły na początku roku 9 tys. żołnierzy, z czego 3 tys. przypadało na załogi miast i tylko 6 tys. można było od razu użyć do działań w polu.

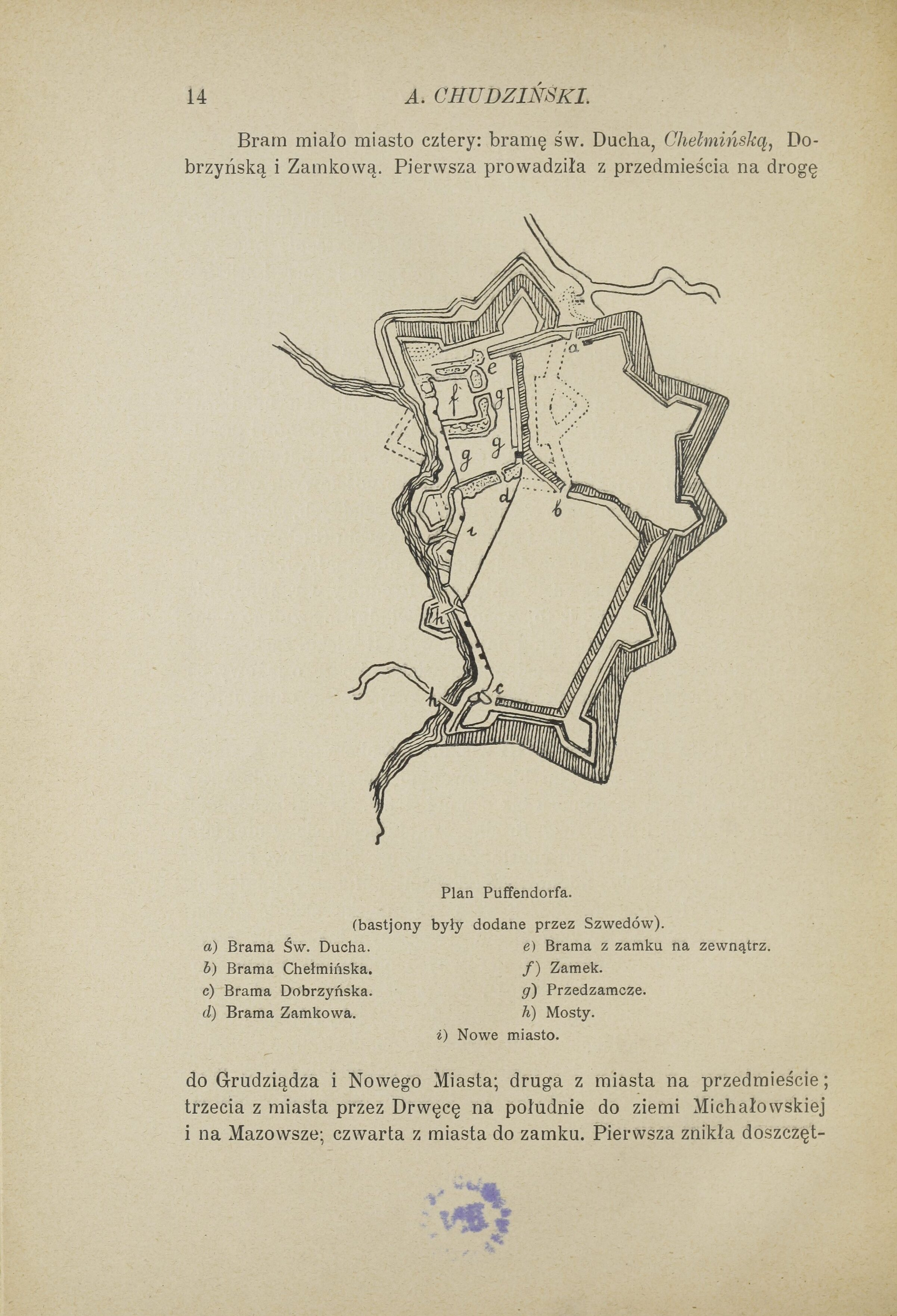
Bastiony wybudowane przez Szwedów na planie Brodnicy według Puffendorfa

Sytuacja blokowanej Brodnicy była coraz trudniejsza, gdyż kończące się zapasy żywności przy braku możliwości zdobycia zaopatrzenia groziły głodem i w konsekwencji kapitulacją szwedzkiej załogi. Dowodzący pod nieobecność Gustawa Adolfa wojskami szwedzkimi w Prusach Axel Oxenstierna postanowił usunąć blokadę Brodnicy. Nakazał koncentrację wojsk szwedzkich w Miłomłynie, która ostatecznie zakończyła się 6 lutego. Nad zgromadzoną armią liczącą 6,2 tys. żołnierzy i 8 dział dowództwo objął feldmarszałek Herman Wrangel. Celem tej armii było wykonanie marszu na Lubawę i Lidzbark Welski, rozbicie polskich wojsk blokujących Brodnicę i dostarczenie żywności głodującej załodze Brodnicy. Armia ta ruszyła natychmiast zabierając ze sobą 300 wozów z żywnością. By odwrócić uwagę dowództwa polskiego od głównego kierunku uderzenia, wysłano z okolic Tczewa na Starogard Gdański i Skarszewy 2 tys. rajtarii pod wodzą pułkownika Erika Soopa.

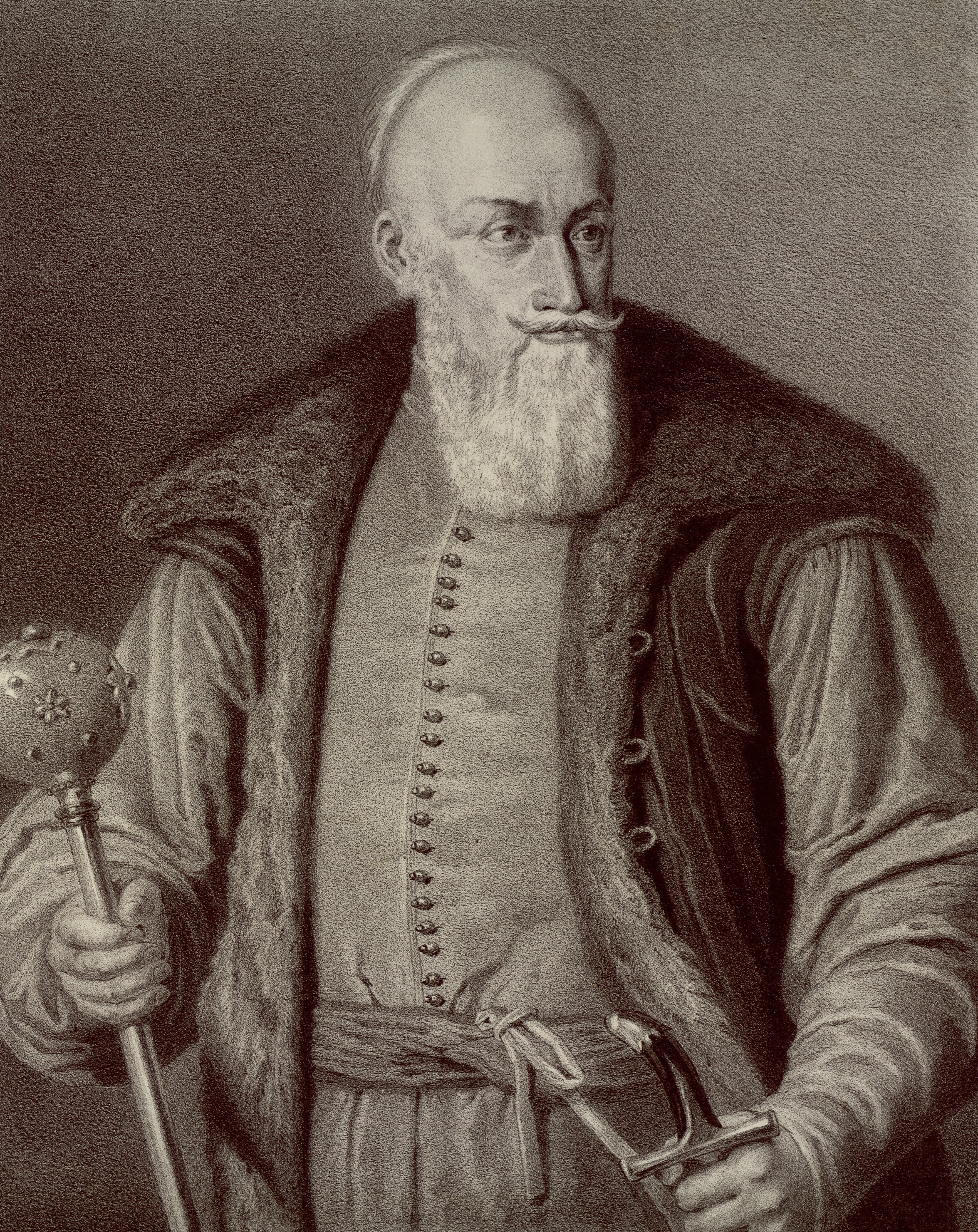
Stanisław „Rewera” Potocki przegrał bitwę pod Górznem

Gdy wieść o ruchach nieprzyjacielskich dotarła do Potockiego, wysłał on Piotra Czarnieckiego z silnym podjazdem złożonym z kilku chorągwi. Maszerującą armię Wrangla Czarniecki odkrył pod Lubawą i natychmiast zawiadomił o tym Potockiego. Ten sądził, że Szwedzi pójdą na Brodnicę najkrótszą trasą, czyli przez Nowe Miasto Lubawskie i z tego powodu postanowił bronić przepraw na Brynicy w okolicach Górzna (ok. 20 km od Brodnicy). Gdy Wrangel dowiedział się o tym, nie chciał dopuścić, by wojska koronne zdołały się zebrać i okopać, więc 11 lutego podjął decyzję o marszu pod Górzno. Ze względu na szybki pochód armii szwedzkiej Potocki zdołał zebrać jedynie 4 tys.-5 tys. żołnierzy. Następnego dnia doszło do bitwy pod Górznem, która zakończyła się dotkliwą klęską wojsk polskich i oczywiście likwidacją blokady Brodnicy. Ciężkie straty bardzo dotkliwie odczuła i tak nieliczna armia koronna. Odparcie szwedzkiego ataku na Toruń przez Gerarda Denhoffa niewiele zmieniło w trudnej sytuacji wojsk polskich na Pomorzu. Szwedzi wycofali się do Kisielic i wkrótce obie strony zawarły rozejm obowiązujący do 1 czerwca 1629 roku.

### Pomoc cesarska
Jedynym pozytywnym skutkiem przegranej bitwy było wrażenie, jakie porażka wywarła na posłach obradujących w Warszawie. W efekcie uchwalono bardzo wysokie podatki na wojsko (z samej Korony ponad 2 mln złotych), co pozwoliło na formowanie nowych jednostek wojskowych, szczególnie tak potrzebnej piechoty. Dzięki temu przed wznowieniem walk armia polska na froncie pruskim osiągnęła etatowy stan 18 tys. żołnierzy (rzeczywista liczebność wojska zawsze była niższa od etatowego). Ponadto przybyła pomoc cesarska – na początku czerwca 5 tys. żołnierzy dowodzonych przez feldmarszałka Jana Jerzego Arnheima przekroczyło granicę Polski i przedefilowało przed komisarzami króla Zygmunta III pod Czarnem. Oddziały te, obdarte, wygłodzone i niezdyscyplinowane, wywarły nie najlepsze wrażenie na obserwatorach. Szczególnie oburzające było zachowanie wojsk Arnheima, które poczynały sobie w Polsce jakby były w kraju nieprzyjacielskim. Wynikało to z tego, że żołnierze ci przyzwyczajeni byli do życia kosztem ludności cywilnej podczas toczonej w Niemczech wojny trzydziestoletniej. Niebawem ich siła wzrosła do 10 tys. żołnierzy – cesarz Ferdynand II chętnie pomagał Polsce, licząc na to, że w ten sposób powstrzyma Szwedów od wkroczenia do Niemiec.

### Klęska Gustawa Adolfa pod Trzcianą

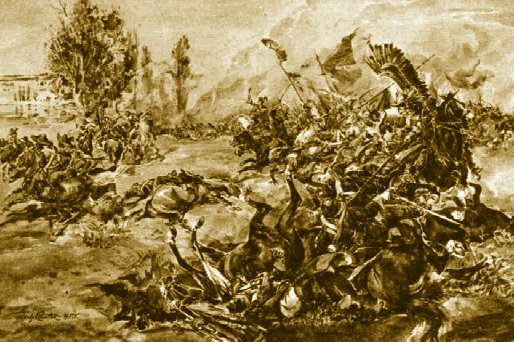
Józef Brandt Bitwa pod Trzcianą

Dowiedziawszy się o sporach Austriaków z Polakami Gustaw Adolf postanowił rozbić wojska cesarskie przed ich połączeniem się z siłami Koniecpolskiego. Miał przy tym nadzieję, że Koniecpolski nie przyjdzie im z pomocą. Król szwedzki wyruszył 16 czerwca z Malborka prowadząc ze sobą 9 tys. żołnierzy (5 tys. piechoty i 4 tys. rajtarii). Wojska szwedzkie maszerowały na Grudziądz, jednak na wieść o tym, że Austriacy połączyli się już z Polakami, rozpoczęły odwrót, nie chcąc walczyć z silniejszym liczebnie przeciwnikiem. Koniecpolski po połączeniu się z Arnheimem podjął decyzję, by jeszcze przed żniwami uderzyć na Żuławy w celu opanowania głównej bazy zaopatrzeniowej armii szwedzkiej w Prusach.
Cofający się w kierunku Malborka Szwedzi maszerowali w dwóch kolumnach – piechota bliżej Wisły, a równoległą trasą osłaniająca ją jazda. Koniecpolski wykorzystał to i 25 czerwca zaatakował pod Trzcianą jazdę szwedzką, zadając jej klęskę. W tym czasie, gdy szwedzka jazda stawiała opór polskiej i austriackiej kawalerii, piechota szwedzka zdołała ujść do Sztumu.

### Ostatnie operacje wojskowe
Po klęsce pod Trzcianą Szwedzi zamknęli się w twierdzach i w umocnieniach żuławskich, ograniczając się już tylko do obrony. Wojska polskie obległy Malbork, natomiast Austriacy uderzyli na Szpicę Montawską. Siły obu walczących armii były teraz wyrównane, gdyż przeciwko 17 tys. Szwedom walczyło 18 tys. żołnierzy polskich i austriackich. Mozolne walki oblężnicze nie przynosiły rezultatu, a głód i choroby jednakowo doskwierały obu stronom. W armii koronnej chorował co trzeci żołnierz, ponadto dochodziło do częstych niesnasek między wojskami sojuszniczymi, które nierzadko przeradzały się w starcia zbrojne. Przysłani przez cesarza żołnierze domagali się wysokiego żołdu, podczas gdy ciągle pusty skarb Rzeczypospolitej nie miał pieniędzy nawet dla własnego wojska. Szerzyła się więc dezercja, a nawet dochodziło do buntów. Coraz bardziej rzucało się w oczy, że wyczerpana finansowo Polska nie będzie w stanie pokonać silnego przeciwnika.

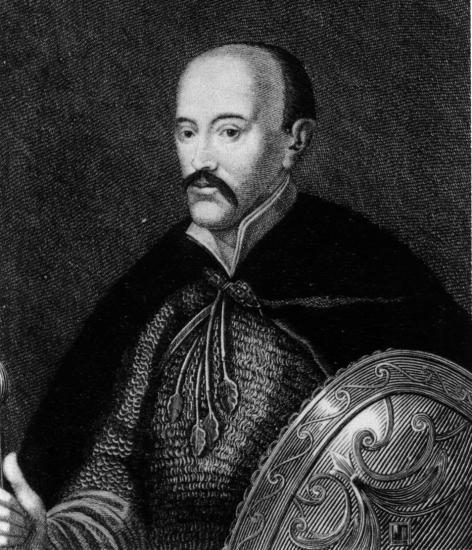
Aleksander Korwin Gosiewski

W Inflantach wojska litewskie, pomimo zwiększenia ich sił do 5 tys. żołnierzy, także niewiele zdziałały. Zarówno Sapieha, jak i Gosiewski, zamiast starać się odzyskać jak najwięcej utraconych zamków, rokowali ze Szwedami, zawierali krótkotrwałe rozejmy i czekali na wynik zmagań na froncie pruskim. Panujące niesnaski między wodzami (Gosiewski był stronnikiem Krzysztofa Radziwiłła – osobistego wroga Sapiehy) były dodatkową przyczyną bierności wojsk litewskich.

### Rozejm w Altmarku
Wojna w Prusach wykazała, że wojska Rzeczypospolitej są słabo przygotowane do prowadzenia wojny wymagającej ciągłego stosowania lub zwalczania elementów fortyfikacji polowych. W dużej mierze zaniedbania te wynikały z charakteru prowadzonych w ostatnim stuleciu przez Rzeczpospolitą wojen na kresach wschodnich, charakteryzujących się niską jakością fortyfikacji, gdzie główne znaczenie na ogromnych przestrzeniach miała ruchliwa jazda, a nie piechota i artyleria. Dopiero wojny ze Szwecją, a szczególnie działania w Prusach, gdzie kraj stosunkowo gęsto był usiany miastami mogącymi stanowić podstawę operacyjną dla prowadzonych działań, uwydatniły braki w ilości artylerii oraz ilości i wyszkoleniu piechoty. Armia, która lepiej potrafiła konstruować i zdobywać fortyfikacje polowe, lepiej panowała nad zdobytym obszarem. Doraźne reformy Koniecpolskiego nie mogły w krótkim czasie nadrobić zaniedbań w tej dziedzinie od czasów Batorego. Toczące od dłuższego czasu wojny na wielu frontach państwo wykazywało poważne braki finansowe, które w znacznym stopniu pogłębiała blokada portów polskich prowadzona przez szwedzką flotę wojenną. Bez reformy armii i finansów państwa pokonanie gruntownie zreformowanej armii szwedzkiej było w tym momencie niemożliwe. By tego dokonać potrzebna była dłuższa chwila oddechu – a to mógł zapewnić tylko pokój, lub przynajmniej kilkuletni rozejm.
Mediacji między walczącymi stronami podjęła się Holandia, która była bardzo zainteresowania uwolnieniem handlu bałtyckiego od toczącej się wojny. Gustaw Adolf także był skłonny do zakończenia walk w Prusach, gdyż spieszno mu było, by włączyć się do walk toczonych na terenie Niemiec i wspomóc obóz protestancki, który przeżywał poważne trudności po klęsce króla Danii Chrystiana IV pod Wołogoszczą. Wciągnięciem Szwecji w walkę z Habsburgami zainteresowana była także Francja i Anglia. Podobnie działała dyplomacja brandenburska. Posłów Rzeczypospolitej obok trudności finansowych państwa do rozejmu skłaniały także niepokojące działania Moskwy, która nawiązała kontakty z Turcją oraz zakupiła w Europie Zachodniej bardzo dużą ilość nowoczesnego uzbrojenia, w szczególności muszkietów. Ponadto nasiliły się najazdy tatarskie, które jednak z powodzeniem odpierał regimentarz Stefan Chmielecki.

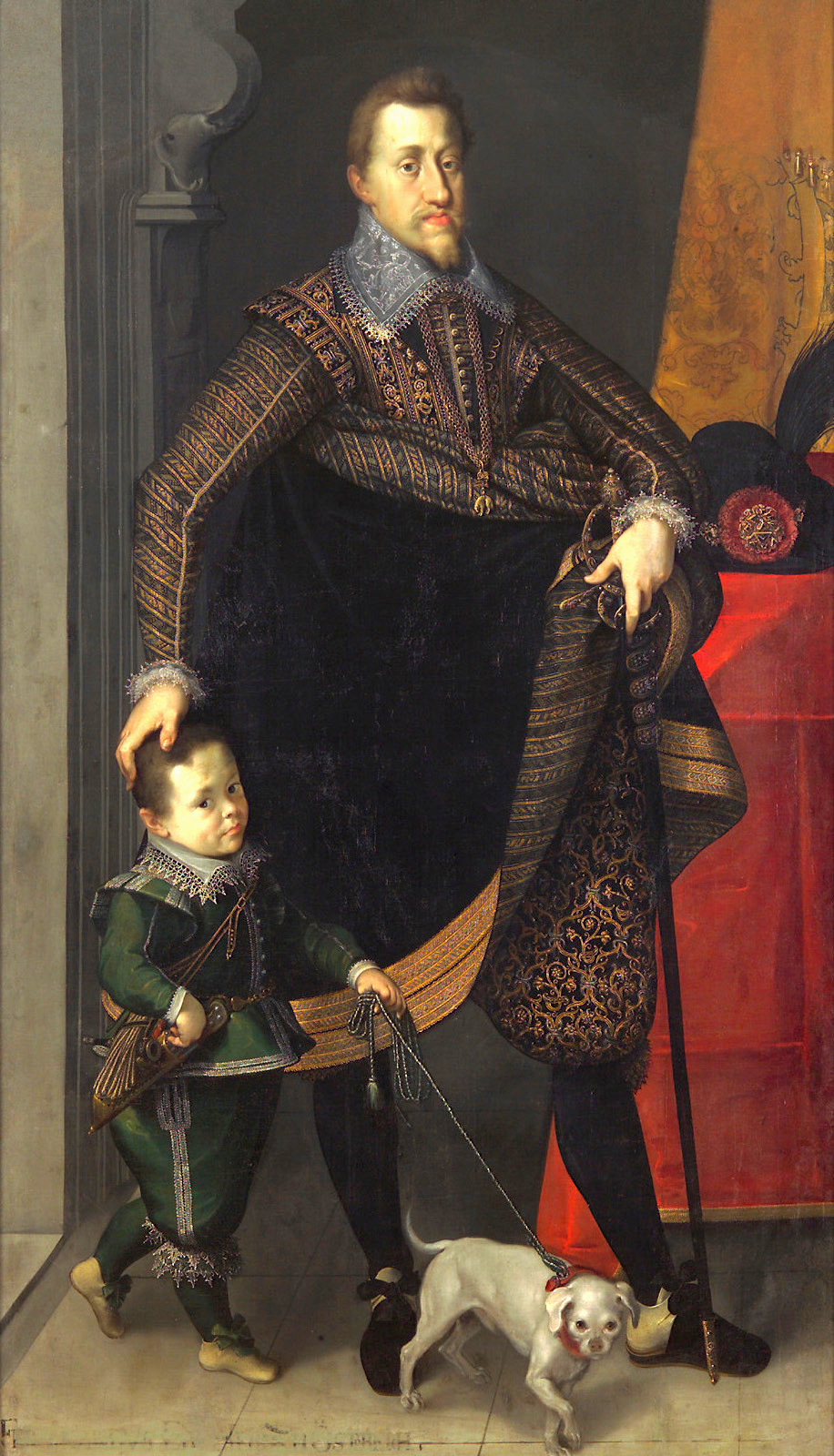
Wbrew pragnieniom cesarza Ferdynanda II Szwedzi nie zostali w Polsce

Po długich rokowaniach 6 września 1629 roku zawarty został w końcu w Starym Targu rozejm, mający obowiązywać przez 6 lat. W szwedzkich rękach pozostały Tolkmicko, Elbląg, Braniewo, Piława i Kłajpeda. Odgrywający podczas toczącej się wojny dwuznaczną rolę elektor brandenburski Jerzy Wilhelm (który przepuścił przez swoje terytorium wojska szwedzkie idące na Pomorze) otrzymał w sekwestr na podstawie traktatu rozejmowego Sztum, Głowę i Malbork (elektor zobowiązał się wydać te miasta i okoliczne tereny Szwedom, gdyby po upłynięciu terminu rozejmu nie doszło do trwałego pokoju). W Inflantach zachowany został dotychczasowy stan posiadania. Za pomoc austriacką Rzeczpospolita musiała zapłacić pół miliona złotych. Wkrótce po zawarciu rozejmu niektóre oddziały koronne za wiedzą króla Zygmunta III pomaszerowały do Niemiec, by wspierać stronę katolicką.
Poważnym sukcesem Szwecji było uzyskanie prawa do pobierania cła z polskiego handlu morskiego w wysokości 3,5% wartości przewożonych towarów. Uzyskane stąd finanse w większości użyte zostały na wojnę w Niemczech. Dopiero tam zreformowana szwedzka armia zademonstrowała swą wartość całej Europie, uzyskując opinię najlepszej armii świata i wynosząc Szwecję do rangi potężnego mocarstwa. Sukcesy szwedzkie w Niemczech wyjaśniły także, dlaczego potężna jeszcze wtedy Rzeczpospolita miała takie trudności z pokonaniem wojsk Gustawa Adolfa.
Toczona przy ujściu Wisły wojna była przyczyną ogromnych spustoszeń na Pomorzu Gdańskim i w Prusach Książęcych. Miary nieszczęść dopełniła także zaraza, która ogarnęła te obszary, a nawet sięgnęła Mazowsza. W wyniku wstrzymania eksportu morskiego gospodarka polska według obliczeń Jana Seredyki straciła 30 milionów złotych. W Prusach Królewskich zniszczenia wojenne objęły 1/3 wsi. Poważne straty poniósł także handel i przemysł tekstylny Gdańska.

### Rozejm w Sztumskiej Wsi

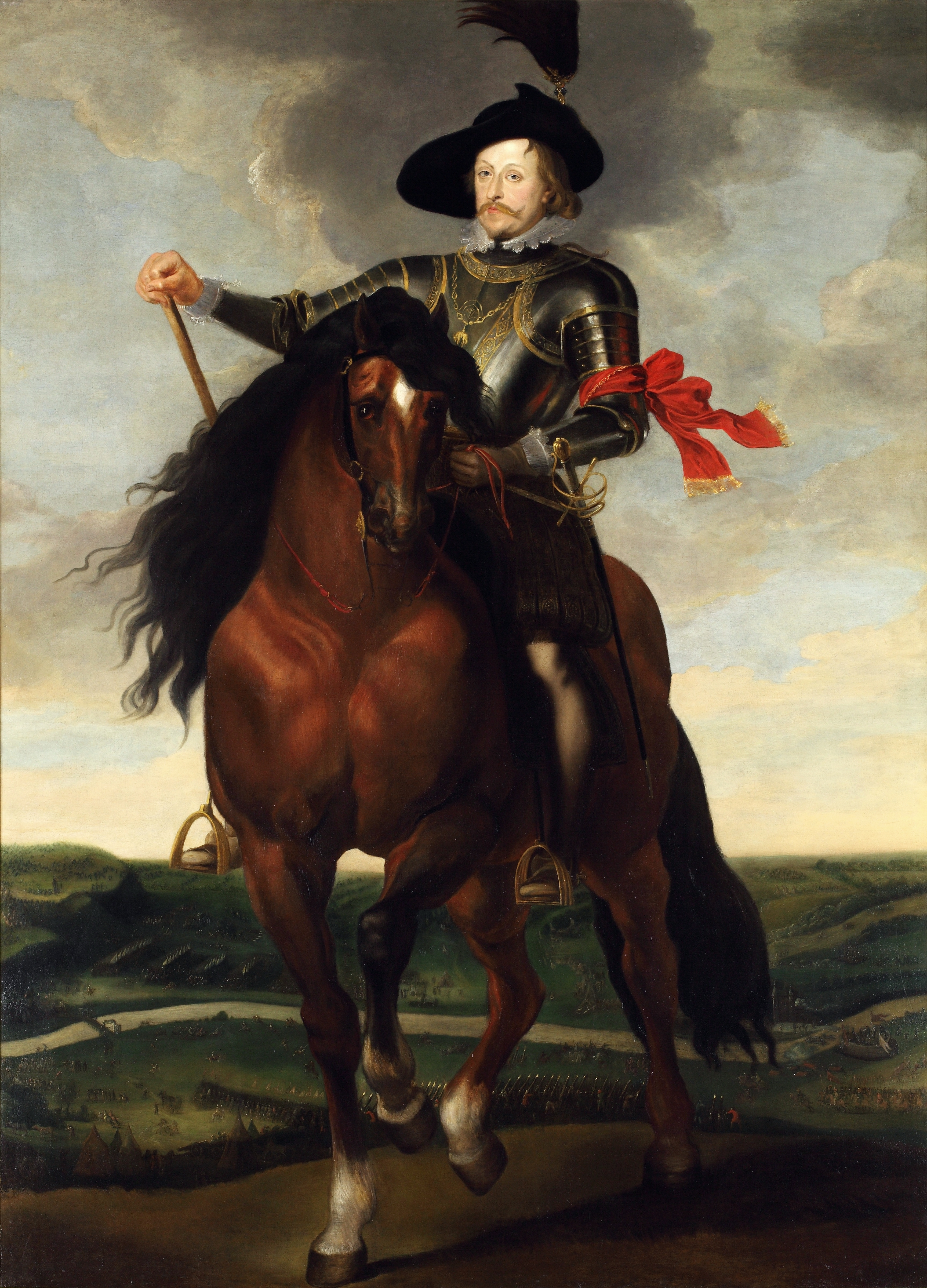
Nowy władca Rzeczypospolitej Władysław IV Waza wbrew własnym chęciom podpisał kolejny rozejm ze Szwecją

Sześcioletni rozejm zakończył się już po śmierci Zygmunta III. Rzeczpospolita i jej armia z nawiązką odzyskały utracony w Altmarku prestiż dzięki imponującym zwycięstwom nad dwoma wielkimi mocarstwami – Rosją i Turcją. Tymczasem Szwecja, trzy lata po śmierci Gustawa Adolfa, mająca świeżo w pamięci straszliwą klęskę pod Nördlingen, znajdowała się w kryzysowym momencie i za wszelką cenę gotowa był uniknąć kolejnego konfliktu. Nowy władca Rzeczypospolitej, rozochocony swym imponującym zwycięstwem nad armią rosyjską pod Smoleńskiem pragnął ugruntować swą wojenną sławę, toteż wcale nie życzył sobie jakiegokolwiek porozumienia. Jednak nie od niego zależał dalszy rozwój wypadków, lecz od postawy Sejmu, a społeczeństwo było już zdecydowanie zmęczone ciągłymi wojnami toczonymi przez Rzeczpospolitą w XVII wieku. Tak więc tylko Władysław IV dążył do wojny – szlachta, magnateria oraz Gdańsk pragnęły pokoju.
Mocnym atutem polskich posłów w prowadzonych ze Szwedami negocjacjach pokojowych była skoncentrowana latem na Pomorzu armia koronna w sile 21 tys. żołnierzy. Ostatecznie 12 września 1635 król Władysław IV Waza zmuszony został do zawarcia w Sztumskiej Wsi kolejnego rozejmu ze Szwecją, tym razem na okres 26 lat. Na mocy zawartego układu Szwedzi mieli opuścić wszystkie twierdze na Pomorzu i w Prusach Książęcych oraz zaprzestać pobierania cła z portów polskich. W Inflantach obie strony pozostały przy swoim stanie posiadania, ale Szwedzi mieli w zajmowanej przez siebie części umożliwić katolikom swobody wyznaniowe. Ponadto Litwa miała mieć pełną swobodę w handlu na rzece Dźwinie. Król Polski Władysław IV zawieszał na okres rozejmu swoje pretensje do szwedzkiej korony (czyli do momentu, w którym miał osiągnąć wiek 66 lat).